# Clinias (hermano de Alcibíades)
Clinias (en griego antiguo: Κλείνίας) fue un personaje histórico ateniense del siglo V a. C. Era miembro de la influyente familia de los Alcmeónidas, hijo del hermano de un militar llamado Clinias, y hermano menor del controvertido Alcíbiades, el estratego de la guerra del Peloponeso.
Pericles, que era el tutor de los dos jóvenes y temía que Alcibíades ejerciera una mala influencia sobre Clinias y lo corrompiera, lo mandó a vivir, para ser educado, a casa de su hermano Arifrón, pero éste lo envió de vuelta al cabo de seis meses, ante la imposibilidad de hacer nada con él. En uno de los diálogos de Platón es descrito casi como un loco.